# Motu (llengua)
El motu (que s'anomena algunes vegades el motu pur o motu vertader per a distingir-lo clarament del hiri motu) és una de les nombroses llengües papús centrals de la punta. La llengua és parlada per la tribu del mateix nom, que formen part dels pobles autòctons de Papua Nova Guinea. Roman llengua vehicular a la seva regió, i té un ús relativament important a l'entorn de la capital del país, Port Moresby. El nombre de locutors voreja els 40.000.
El primer estudi de la llengua i gramàtica que s'elaborà fou feta pel missionari anglès William George Lawes al tombant del segle xix.
L'hiri motu representa una forma simplificada d'aquesta llengua, un crioll usat per a facilitar els intercanvis comercials. Aquesta varietat, que s'anomenà primer police motu, era durant el període de la independència la tercera més usada (el país compta amb uns 800 idiomes). Amb tot el seu ús ha anat minvant durant molts anys en favor de l'expansió del tok pisin.